# Afroarctia kenyana
Afroarctia kenyana är en fjärilsart som beskrevs av Rothschild 1933. Afroarctia kenyana ingår i släktet Afroarctia och familjen björnspinnare. Inga underarter finns listade i Catalogue of Life.